# Michej Jerbanow

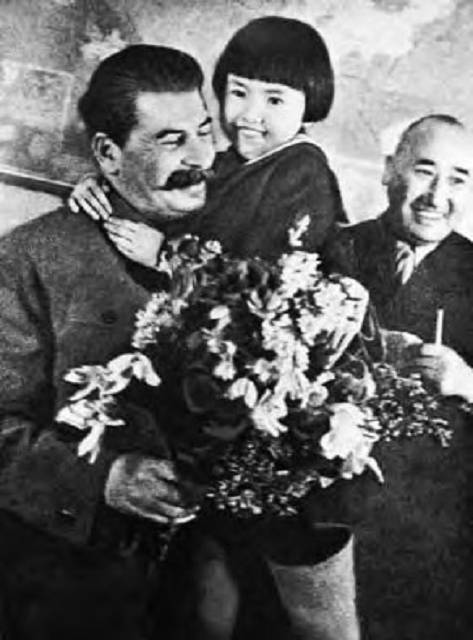
Stalin, Engelsina i Michej Jerbanow w dniu 28 stycznia 1936 roku

Michej Nikołajewicz Jerbanow (ros. Михе́й Никола́евич Ерба́нов, ur. 10 marca 1889 w ułusie Bolszoj Bachtaj w obwodzie zabajkalskim, zm. 10 lutego 1938) – buriacki działacz komunistyczny, polityk ZSRR, przewodniczący Rady Komisarzy Ludowych Buriacko-Mongolskiej ASRR (1923-1927) i Centralnego Komitetu Wykonawczego Buriacko-Mongolskiej ASRR (1924-1927).
1909 ukończył kursy w Tomsku, pracował jako topograf, 1917 członek Buriacko-Mongolskiego Komitetu Ludowo-Rewolucyjnego, od grudnia 1917 w SDPRR(b), 1918-1919 członek Irkuckiego Komitetu RKP(b). Od października 1919 do 1921 członek Irkuckiego Gubernialnego Komitetu RKP(b), od stycznia 1920 przewodniczący jego buriackiej sekcji, od 22 kwietnia 1921 przewodniczący KC Buriacko-Mongolskiej Wschodniej Syberii, od 1 listopada do 6 grudnia 1922 przewodniczący Buriacko-Mongolskiego Komitetu Rewolucyjnego. Od grudnia 1922 do 1 sierpnia 1923 przewodniczący Komitetu Wykonawczego Rady Obwodowej Buriacko-Mongolskiego Obwodu Autonomicznego, od 30 maja do 4 grudnia 1923 ponownie przewodniczący Buriacko-Mongolskiego Komitetu Rewolucyjnego, od 10 grudnia 1923 do września 1927 przewodniczący Rady Komisarzy Ludowych Buriacko-Mongolskiej ASRR, równocześnie od grudnia 1924 do września 1927 przewodniczący CIK tej republiki. Od grudnia 1928 do 30 września 1937 sekretarz odpowiedzialny/I sekretarz Buriacko-Mongolskiego Komitetu Obwodowego WKP(b), od 10 lutego 1934 do 21 września 1937 członek Centralnej Komisji Rewizyjnej WKP(b). Odznaczony Orderem Lenina (31 stycznia 1936) i Orderem Czerwonego Sztandaru (2 czerwca 1933). 21 września 1937 aresztowany, następnie rozstrzelany. Pośmiertnie zrehabilitowany w 1956.